# Zöld aranybagoly
A zöld aranybagoly (Euchalcia modestoides) a rovarok (Insecta) osztályának a lepkék (Lepidoptera) rendjéhez, ezen belül a bagolylepkefélék (Noctuidae) családjához tartozó faj.

## Elterjedése
A mérsékelt égövi Közép-Európától a Távol-Keletig, Japánig előfordul.  Az Alpokban körülbelül 900 méter magasságig terjed élettere. A faj kedveli a lombhullató erdők tisztásait és meleg lejtőket. Németországban veszélyeztetett faj, több tartományban már kihalt fajnak számít.

## Megjelenése
- lepke:  28–38 mm szárnyfesztávolságú,  első szárnyainak középső mezeje sötétbarna, szélükön jellegzetes négy fehér hullámvonallal, a  közepén csillogó narancssárga-barna folttal. A szárnyak tövén kettős vonal és nyolcas alakú folt rajzolat található. A hátsó szárnyak kifelé sötétülő barnás szürkék.  A teste szőrös.
- hernyó: zöld, de lilás árnyalatú is lehet, kis fehéres foltokkal.
- báb: sárgás feketés

## Életmódja
- nemzedék:  egy nemzedékes faj, júniusban és júliusban rajzik. A hernyó telel át.
- hernyók tápnövényei: a tüdőfű (Pulmonaria), ebnyelvűfű (Cynoglossum officinale)

## Fordítás
- Ez a szócikk részben vagy egészben  a   Lungenkraut-Höckereule című német Wikipédia-szócikk fordításán alapul.  Az eredeti cikk szerkesztőit annak laptörténete sorolja fel. Ez a jelzés csupán a megfogalmazás eredetét és a szerzői jogokat jelzi, nem szolgál a cikkben szereplő információk forrásmegjelöléseként.